# Natalie Moik
Natalie Moik (* 11. August 1993 in Köln) ist eine deutsche Fußballspielerin.

## Werdegang

### Verein
Natalie Moik begann ihre Fußballkarriere im Jahr 2000 bei der SpVg Porz. Dort durchlief sie die Jugendmannschaften bis einschließlich zu den C-Junioren. Zur Spielzeit 2007/2008 wechselte sie in die Jugendabteilung des TuS Köln rrh., dessen Frauenfußballabteilung sich zur Saison 2008/09 auflöste und zu Bayer 04 Leverkusen wechselte. Dort war sie in den Saisons 2008/09 und 2009/10 vorwiegend für die B-Juniorinnen aktiv. Am 17. März 2010 spielte sie in der Zweitligabegegnung gegen die 2. Mannschaft des 1. FFC Frankfurt erstmals in der Profimannschaft, mit der ihr in derselben Spielzeit der Aufstieg in die 1. Bundesliga gelang. Ihr Erstligadebüt gab sie am 22. August 2010 im Meisterschaftsspiel gegen den FF USV Jena. Am 10. Oktober 2010 erzielte sie beim 5:1-Sieg gegen den Herforder SV ihr erstes Bundesligator.
Nachdem sie in der Saison 2011/12 aufgrund eines Kreuzbandrisses nur drei Spiele absolvieren konnte, verließ sie Leverkusen, um in den USA ein Studium zu beginnen. 2012 und 2013 spielte sie für die VCU Rams an der Virginia Commonwealth University., ehe sie zur Saison 2014 bei den Miami Hurricanes, der Sportmannschaft der University of Miami anheuerte. Nach ihrer Rückkehr nach Deutschland im Januar 2016 absolvierte sie zunächst ein Probetraining bei Turbine Potsdam und wechselte im Sommer 2016 zum Zweitligisten 1. FC Köln.

### Nationalmannschaft
Für die U-16-Nationalmannschaft des DFB bestritt Moik vier Partien. Danach gehörte sie zum Kader der U-17-Nationalmannschaft, für die sie fünf Spiele absolvierte und dabei ein Tor erzielte. Mit der U-17 nahm sie 2010 an der Europa- und Weltmeisterschaft teil, wo sie in jeweils einem Spiel zum Einsatz kam. Am 23. Februar 2011 gab Natalie Moik im Freundschaftsspiel gegen die Niederlande ihr Debüt in der U-19-Nationalmannschaft.

## Sonstiges
Moik war Schülerin am Landrat-Lucas-Gymnasium in Leverkusen.

## Erfolge
- Meister 2. Bundesliga Süd 2009/10 (mit Bayer 04 Leverkusen)
- 3. Platz U-17-Europameisterschaft 2010